# Atarba (Atarba) apicispinosa
Atarba (Atarba) apicispinosa is een tweevleugelige uit de familie steltmuggen (Limoniidae). De soort komt voor in het Neotropisch gebied.